# 鈴木清三
鈴木 清三（すずき せいぞう、1922年6月20日 - 2008年1月12日）は、日本のオーボエ奏者。

## 経歴・人物
北海道札幌市出身。父親は清元高輪派の名匠：清元清美太夫。
1942年、東京音楽学校（現・東京藝術大学）在学中に、満州国建国10周年奉祝使節団として東京音楽学校によって組織されたオーケストラに参加し、首都・新京その他で演奏に加わった。1944年、東京音楽学校を学徒出陣で繰上げ卒業。海軍航空隊で終戦を迎えた。卒業演奏はグロヴレーズの「サラバンドとアレグロ」（1943年末の報国演奏会）で、ピアノ伴奏を中田一次が務めた。
復員後、研究科に復学、修了後は東京フィルハーモニー交響楽団、NHKサロン・アンサンブル、日本フィルハーモニー交響楽団（創立メンバー）を経て、1972年に新日本フィルハーモニー交響楽団の結成に参画し、首席奏者、運営委員長、楽団長、名誉首席奏者を歴任、1992年のリサイタルまで長く演奏活動を続けた。
1960年代前半にはマールボロ音楽祭に参加、パブロ・カザルスやマルセル・モイーズ指揮でのコンサートやレコーディングにも加わっている。
また、東京藝術大学（助教授で退官）、桐朋学園大学（創立時講師から名誉教授まで）その他での教育活動を行い、引退後に渡邊曉雄音楽賞を受賞した。高校生時代の宮本文昭も弟子の一人である。
国際オーボエコンクールの創始者でもあり、ハンスイェルク・シェレンベルガー、大賀典雄（ソニー元会長）とのチームワークでこのコンクールの国際的地位を確立した。
2008年1月12日、多臓器不全により死去、85歳没。

## 演奏家としての位置付け
オーボエなどのダブルリード楽器はリードの調整を始めとして難しい課題が多い事から、明治初年の洋楽導入の際に後回しにされ、後進性を抱えたまま半世紀近くが過ぎて、一般には「粗野な音しか出ない単調な楽器」と考えられていた。戦時中から戦後の困難な時代に、これを殆ど独力で本来の「美しく歌わせる楽器」に脱皮させた事が、鈴木清三の最大の功績である。英国の奏者レオン・グーセンスのSP盤レコードが最大の師であったとは、後年の本人の述懐である。
その後、1956年来日のロサンジェルス・フィル首席バート・ギャスマンとの出会いにより、アメリカの奏者の多くに一般的なロングスクレープ（→モダン・オーボエのリードの項参照）のリードを使用した国内最初の演奏家となった。しかし一方では、多くの門下生が世界の各地域に広がって様々なスタイル（奏法）で活動しており、特定のスタイルを超えた幅広い影響力を以て慕われて来た事を物語っている。
その演奏の基本は「歌心」であり、独奏楽器としてのオーボエを広く認知させる上での功績も大きい。
独奏曲・室内楽曲の作曲家への委嘱も活発で、平尾貴四男のオーボエ・ソナタを始めとして広く知られている曲も多い。

## 主要著・編作
- 最新吹奏楽講座　1　木管楽器　「オーボー、イングリッシュ・ホーン」音楽之友社、1969年
- 管楽器ソロ名曲集　オーボエ 1～3　（監修）東亜音楽社（発売・音楽之友社）
- 『バンドジャーナル』臨時増刊　レッスン＆プレイ　木管編　オーボエ　音楽之友社、1979年
- 「ダブル・リードの歴史」『バンドジャーナル』1984年4月号、音楽之友社

## 演奏の確認できる映像（DVD)
- EXTON　（オクタヴィア・レコード）
  - マルケヴィッチ指揮：ブラームス 交響曲第4番、ラヴェル『ラ・ヴァルス』
  - 近衞秀麿指揮：シベリウス 交響曲第2番、ベートーヴェン ピアノ協奏曲第5番『皇帝』（園田高弘）
  - ミュンシュ指揮：ベルリオーズ 幻想交響曲

## 音源（CD）
- 黛敏郎　10楽器のための嬉遊曲　フルート：植村泰一　ピアノ：伊達純　他（キングレコード　KICC 123 戸澤宗雄ファゴット協奏曲集及び「千葉馨・永遠に」に併録）
- 黛敏郎　同曲　フルート：大畑保　ファゴット：中田一次　他　ローム・ミュージック・ファンデーションSPレコード復刻CD集　選集ⅣCD5　（日本コロムビアSP原盤）
- 「日本ステレオ初期名盤集」(1)白鳥の湖、ガイーヌ他　(3)ブリテン『青少年の為の管弦楽入門』他（いずれも渡邊曉雄指揮 日本コロムビア　COCQ-83246  83249 etc.)
- 『ピーターと狼』と『青少年の為の管弦楽入門』　山田一雄指揮　キングレコード　KICC 308
- 三善晃 音楽詩劇『オンディーヌ』（岸田衿子）　森正指揮　東芝音楽工業　TOCE 9435